# Социалистическая партия Литвы
Социалисти́ческая па́ртия Литвы́ (СПЛ; лит. Lietuvos socialistų partija, LSP) — марксистская антисталинистская партия в Литве. Основана 26 марта 1994 года на Учредительном съезде в Вильнюсе. В парламенте Литвы не представлена. 19 декабря 2009 г. объединилась с партией А. Палецкиса «Фронтас» в Социалистический народный фронт во главе с Палецкисом.

## Цели и задачи
В своей программе СПЛ ориентировалась на социальное государство и стремится к построению нового социализма, выступая за последовательный нейтралитет Литвы и за дружеские отношения со всеми государствами.

## Руководящие органы
Высшим органом партии являлся Съезд, который избирает Совет партии. Совет избирал Правление, которое руководило текущей партийной деятельностью.

### Председатели
- 1994—1997 — Альбинас Высоцкас;
- 1997—2006 — Миндаугас Стаквилявичюс (в 2002 и 2007 гг. избирался депутатом самоуправления г. Шяуляй по списку социал-демократов);
- С 2006 — Гедрюс Петружис (директор Международного института политических наук, г. Клайпеда).